# Pet Shop of Horrors
Pet Shop of Horrors (ペットショップ オブ ホラーズ, Pettoshoppu obu Horāzu) é um anime de terror japonês que conta a história de um pet shop localizado em Chinatown, onde todo animal é procurado por uma pessoa que o compra por considerá-lo perfeito, porém a pessoa deve assinar um contrato com 3 condições. Em todos os casos as pessoas quebram as regras, então sempre há uma consequência. O anime tem apenas 4 episódios e o mangá tem 10 volumes. Tanto no mangá quanto no anime, cada história começa com a letra D, que significa devil (diabo em inglês) ou demon (demônio), ou vem do Conde D (dono do pet shop, apresentado como Count D em algumas versões).

## Episódios

### Daughter(Filha)
No primeiro episódio do anime, um mistério é apresentado em torno do Conde D, dono de uma loja de animais em Chinatown, que sempre parece estar envolvido em crimes de assassinato. Neste episódio, os pais de uma menina chamada Alice vão à loja do Conde comprar um animal de estimação na tentativa de amenizar a perda de sua filha. Eles acabam comprando um coelho, que eles veem como a falecida Alice.
O Conde D faz com que eles assinem um contrato com 3 cláusulas, especificando também como alimentar o animal: apenas com frutas e verduras. Os pais acabam descumprindo o contrato, cedendo aos pedidos da "filha", dando-lhe doces. O coelho acaba morrendo e, sendo um espécime raro, se multiplica rapidamente, matando o pai. O detetive Leon chega e encontra o Conde na porta da mansão de seus clientes. Conde D acaba revelando que devido ao "amor incondicional" e ao desejo de "fazer Alice feliz", os pais a mataram assim como fizeram com o coelho.

### Delicious(Delicioso)
O episódio começa mostrando a tristeza de Iason Grey, que chora de luto por sua amada, a cantora Evangeline Blue, que morreu no dia em que iriam se casar. Aparentemente Eva caiu do navio naquela noite e acabou falecendo. Iason vai à loja do Conde D em busca de consolo e ele lhe vende um animal especial: uma sereia. Curiosamente, a sereia é a própria Evangeline Blue, que, segundo o Conde, reencarnou em uma noite de lua cheia. Iason deixa de viver para cuidar da sereia. Os dias passam e descobrimos através de uma amiga de Iason que Eva se suicidou ao vê-los tendo um momento íntimo no convés do navio.
Após isso, a jovem fica preocupada e informa à polícia que Iason não responde, apesar de estar em casa. A polícia, chegando lá, encontra um peixe gigante na piscina junto com o corpo dilacerado de Iason.

### Despair(Desespero)
O episódio começa com a morte do proeminente ator Robin Hendrix, que interpretou um príncipe que o tornou bastante famoso. O detetive Leon ao chegar ao local percebe algo que os especialistas provavelmente desconsiderariam: uma espécie de lagarto prateado enrolado no pescoço de Hendrix.
Novamente as pistas de mais uma morte o levam até a estranha loja de animais do Conde D. Leon acaba descobrindo que o ator realmente foi comprar "algo para confortá-lo" após seu divórcio. Hendrix adquiriu um lagarto, que ele via na forma de uma mulher.
Nos últimos dias de sua vida, Robin havia tentado protagonizar mais um filme, mas infelizmente a audição não foi bem sucedida por causa da escolha de atores já "predeterminados". Após essa frustração, Hendrix vai para casa e decide rescindir seu contrato, olhando para o animal, que estava com os olhos vendados. Ao fazer isso, Hendrix cai fatalmente no chão.

### Dual(Duplo)
No último episódio, fica clara a influência exercida pelo dono do pet shop, já que alguns de seus ex-clientes foram presidentes ou figuras famosas da história. Conde D "apresenta" seu animal mais excêntrico: o Kirin. Ele o anuncia como um ser mitológico capaz de conceder qualquer desejo, no entanto, a pessoa deve ser merecedora aos olhos do Kirin.
Um candidato do governo chamado Roger T. Stanford e seu assessor Kelly decidem ir atrás de algo que tornará seus sonhos realidade. Com personalidades diferentes, Roger, um jovem rico e imponente, está sempre acompanhado de seu amigo de infância Kelly, um inteligente e idealista que sonha com um mundo sem infortúnios. Depois de descobrir a fama da loja do Conde, eles vão até lá em busca do famoso Kirin. Depois de ir e vir, descobrem que o próprio animal escolhe seu dono, tendo, por meio de uma prova que lhes é imposta, se são dignos ou não de ter seus desejos realizados.